# Golden Eagle Peak
Golden Eagle Peak är en bergstopp i Kanada.   Den ligger i provinsen Alberta, i den centrala delen av landet, 3 100 km väster om huvudstaden Ottawa. Toppen på Golden Eagle Peak är 2 992 meter över havet.
Terrängen runt Golden Eagle Peak är huvudsakligen bergig. Trakten runt Golden Eagle Peak är nära nog obefolkad, med mindre än två invånare per kvadratkilometer.. Det finns inga samhällen i närheten. 
Trakten runt Golden Eagle Peak består i huvudsak av gräsmarker.